# دانیل منش
دانیل منش (انگلیسی: Daniël Mensch؛ زادهٔ ۴ اکتبر ۱۹۷۸) قایقران روئینگ اهل پادشاهی هلند است.